# Francesco Angelo Facchini
Francesco Angelo Facchini (Forno di Fiemme, 24 de octubre de 1788-San Giovanni di Fassa, 6 de octubre de 1852) fue un naturalista, médico y botánico tridentino. 

## Biografía
Este hijo de agricultor realiza sus estudios elementales en Forno, luego en Cavalese y en Carana, de 1803 a 1805. Y partirá a Trento para estudiar Humanidades. A fin de perfeccionar su maestría del alemán y su formación, parte a Innsbruck desde 1806 a 1808, y luego a Múnich donde estudia Física, Filología. Obtiene, probablemente más ciertas fuentes lo reafirman, una licencia de Filosofía.
En 1813, se decide a estudiar medicina, y paralelamente le permite profundizar los de botánica. A partir de diciembre de 1814, estudia en Padua y en Pavia. Para esta época fallece su padre, recibiendo su herencia, y prosigue sus estudios. Las fuentes son inciertas sobre lugar y fecha de su obtención del diploma de doctorado en medicina, como del ejercicio de la medicina (Padua o Pavia, 1815 o antes).
Vuelve a su región natal en 1817 y ejerce la medicina como también el arte de la veterinaria. En 1821, se instala en Vigo di Fassa. En 1837, se va a Moena y abandona casi totalmente la práctica médica para consagrarse enteramente a la botánica. Publica en 1838 su Memoria contenente alcune considerazioni geologico-botaniche sopra la valle di Fassa e di Fiemme nel Tirolo italiano. Recibe, el 7 de agosto de 1841, la visita del rey Federico Augusto II de Sajonia (1797-1854).
Facchini en 1842, durante una exploración al Trentino meridional subió al monte Tombea de Magasa y descubre una nueva especie de cardo Scabiosa, de la cual envía muestras al botánico alemán Wilhelm Koch. Con este último publicaron como nueva especie al año sucesivo en la segunda edición de Synopsis florae germanicae et helveticae, llamándola Scabiosa vestina. En Turano, donde vivió, y en la vecindad de su callea encontró un Gladiolus palustris. En 1846 Facchini torna al monte Tombea y en "Bocca di Valle" recolecta una Daphne absolutamente nueva. También retornó el 6 de octubre de 1847, y después de muchos estudios y titubeos se decide llamarla Daphne rupestris, pero en 1852 muere antes de publicarse el resultado de su trabajo.
Fallece repentinamente de un tumor del estómago. Lega sus documentos científicos a Francesco Ambrosi (1821-1897). Su obra póstuma, Flora Tiroliae cisalpinae, se publicará por Franz von Hausmann zu Stetten (1810-1878) en 1855 (y republicada en 1989).

## Honores
Las Sociedades de Botánica de Altenburg y de Ratisbona le recompensan con un diploma en 1842, por la primera, y en 1845, la segunda. 

## Obra
- Il tifo contagioso, 1818
- Considerazioni geologiche botaniche sopra la Valle di fassa, e di Fiemme nel Tirolo italiano, in Nuovi annali delle scienze naturali, 1838
- Flora Tirolliae Cisalpinae, 1855

## Fuente
- Lorenzi, Pietro & Bruno, Silvio. 2002. Uomini, storie, serpenti contributi alla storiografia erpetologica del Trentino-Alto Adige e Dintorni. Annali del Museo Cívico di Rovereto, 17 : 173-274